# Kościół Wniebowzięcia Najświętszej Maryi Panny w Osieku Grodkowskim
Kościół Wniebowzięcia Najświętszej Maryi Panny – rzymskokatolicki kościół filialny w miejscowości Osiek Grodkowski (powiat brzeski, województwo opolskie). Świątynia należy do parafii św. Jadwigi Śląskiej w Żelaznej w dekanacie Grodków, diecezji opolskiej. Dnia 17 lutego 1966 roku pod numerem 1153/66 kościół został wpisany do rejestru zabytków województwa opolskiego.

## Historia kościoła
Kościół w Osieku Grodkowskim został wybudowany w drugiej połowie XIII wieku. Przebudowany z zachowaniem XVII-wiecznej polichromii oraz gotyckiego, kamiennego aspersorium (kamienne lub metalowe naczynie ze święconą wodą, umieszczone na trwale w przedsionku kościoła..